# Jules Germain
Pour les articles homonymes, voir Germain.
Jules Victor Germain (1877-1946) est un graveur et illustrateur français.

## Biographie
Né le 23 juillet 1877 à Paris 14e, Jules Victor Germain est le fils de Jules Germain, artisan spécialisé dans la gravure, et de Constance Louise Corfu, résidant au 46 bis avenue d'Orléans.
Il est formé à la gravure sur bois par Auguste-Hilaire Léveillé qui fut l'un des premiers graveurs d'Auguste Rodin (avant 1901), et que le jeune Jules interprétera également, puis par Stéphane Pannemaker dont il devient l'assistant à l'école nationale des beaux-arts. Jules Germain fait partie de cette première génération de graveurs sur bois qui va s'efforcer de renouveler cette pratique, à travers les arts décoratifs. Ainsi en 1904, sont réunis à la galerie Barbazanges (Paris), une dizaine de peintres, graveurs, architectes, sculpteurs, que Joris-Karl Huysmans qualifie « de première réunion de Certains ». Germain devient membre de la Société des peintres-graveurs français.
Il commence assez tôt d'exposer son travail au Salon des artistes français en 1896. Il y revient en 1902, montrant des interprétations sur bois en deux tons d'après Célestin Nanteuil, et l'année suivante, des bois d'après Rembrandt. En 1905, il présente ses mêmes travaux au salon de l'Union artistique de Toulouse. En 1907, recevant une médaille, il est membre de la Société nationale des beaux-arts, exposant à leur salon de 1906 à 1909 ; son atelier parisien est situé au 100 rue d'Alésia.
Durant la Première Guerre mondiale, il fait partie de la section de camouflage de la 157e division d'infanterie.
Au cours de sa vie, il se lie, sans doute par le biais de Rodin, à des sculpteurs de sa génération comme Charles Despiau, Auguste de Niederhausern, Pierre-Marie Poisson. Il exécute durant l'entre-deux-guerres de nombreux portraits d'artistes, collabore à des ouvrages d'art illustrés, et traduit en gravures les couleurs de George Desvallières ou des aquarelles de Marie Laurencin.
Installé dans le Vaucluse, s'essayant à la peinture, il enseigna la gravure à l'école des beaux-arts d'Avignon.
À la fin de sa vie, il habite avec son épouse, Jeanne Pauline Valette, au 3 rue du Pont-Louis-Philippe (Paris, 4e) ; c'est là qu'il meurt le 18 octobre 1946.
Charles Martyne (1876-1936), aquarelliste et bibliothécaire à l’école des Beaux-Arts, fut l'un de ses collectionneurs.
En juin 1966, une exposition intitulée Jules Germain et ses amis est montée à Carpentras, au musée Comtadin-Duplessis, grâce aux époux Angladon, qui firent don à la Bibliothèque nationale de 82 estampes, dont un bon nombre de créations originales.

## Élèves
- Maurice Achener
- Herbert Lespinasse

## Œuvre
Jules Germain est un remarquable graveur d'interprétation, et il a produit aussi des créations originales.

### Ouvrages illustrés
- Noël Clément-Janin, Le Livre d'artiste, incluant 12 illustrations de Pierre Georges Jeanniot, Paris, Charles Bosse, 1904.
- Mémoires de Benvenuto Cellini orfèvre et sculpteur florentin, traduits par Léopold Leclanche, bois originaux, 2 tomes, Paris, Société littéraire de France, 1919.
- Francis Carco, Jésus la Caille, trois dessins de Chas Laborde, Paris, Ronald Davis, 1920.
- Collection « Les peintres français nouveaux », Paris, Éditions de La Nouvelle Revue française, 1919-1922.
- Louis Süe et André Mare, Architectures : recueil comprenant un dialogue de Paul Valéry (Eupalinos) et la présentation d'ouvrages d'architecture, décoration intérieure, peinture, sculpture et gravure contribuant depuis mil neuf cent quatorze a former le style français, illustrations de Jean-Louis Boussingault, Roger de La Fresnaye, Jean Émile Laboureur, Luc-Albert Moreau, Jacques Villon, Paris, Éditions de la Nouvelle Revue française, 1921.
- André Gide, La Tentative amoureuse ou le Traité du vain désir, aquarelles de Marie Laurencin gravées en couleurs avec L. Petitbarat, Paris, Éditions de la Nouvelle Revue française, 1921.
- Francis Norgelet, Fresques du souvenir. Poèmes inédits, portrait par Charles Despiau, Paris, François Bernouard, 1923.
- Hilaire Enjoubert, Gens et choses d'autrefois : un coin de Provence, bois originaux, Paris, Boivin & Cie, 1924.
- Max Jacob, Le Cornet à dés, illustré par 113 gouaches de Jean Hugo gravées sur bois en couleurs par Jules Germain, Robert Armanelli et André Marliat, Paris, Gallimard, 1948 [posth.].